# Alfredo Di Stéfano
Alfredo Stéfano Di Stéfano Laulhé, ismertebb nevén Alfredo Di Stéfano (Barracas, Buenos Aires, 1926. július 4. – Madrid, 2014. július 7.) argentin–spanyol labdarúgó, edző, a Real Madridban Puskás Ferenc egykori csapattársa. Beceneve Saeta rubia („Szőke nyíl”) volt. 2007-ben neki ítélték Az UEFA elnökének díját.

## Jellemzése

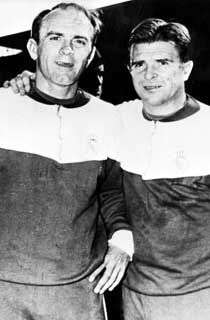
Legendás páros, Alfredo di Stéfano és Puskás Ferenc

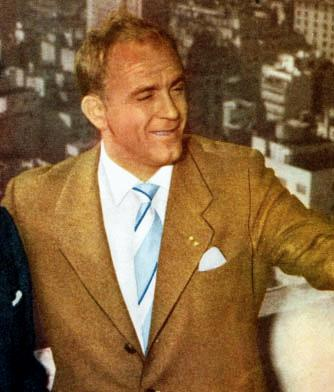
Di Stéfano 1958-ban

Sokan a legnagyobb labdarúgónak tartják. Mentalitását, királyi stílusát, állóképességét, egyéni technikai tudását a csapat érdekeinek rendelte alá, ösztönösen érte el, hogy társai az utasításai szerint játsszanak. Di Stéfano maga volt a megtestesült „totális foci” – jóval azelőtt, hogy ezt a kifejezést kitalálták volna. Az egyik pillanatban a saját tizenhatosán belül védekezett, a következőben a középpályán szervezte az akciót, végül gólt lőtt.
Apja a legnagyobb Buenos Aires-i klubban, a River Plate-ben játszott. Ugyanitt a fiatal Di Stéfano 1944. augusztus 18-án jobbszélsőként mutatkozott be, majd kölcsönadták a Huracánnak, ahol megtanulta a középcsatár szakmai fogásait. Az argentin profi labdarúgók 1949-ben magasabb jövedelem reményében sztrájkolni kezdtek. A klubok kirekesztették őket, és a tervezett mérkőzéseket amatőrökkel játszatták le. A profi sztárok Kolumbiába, a FIFA fennhatóságán kívül felállított kalózligába mentek, ahol Di Stéfano a sztárok sztárja lett.

A Real Madrid sportklub alapításának ötvenedik évfordulója tiszteletére rendezett tornán a Real vezetői megállapodtak a Millonarisszal, hogy megveszik őt. Közben a Barcelona a River Plate-tel kötött szerződést megvásárlásáról. Egy spanyol labdarúgó-döntőbíróság úgy rendelkezett, hogy Di Stéfano játsszon egy évadot a Realban, egyet pedig a Barcelonában. A Realban nyújtott gyenge teljesítménye miatt a Barcelona eladta részét a Realnak, és lám, Di Stéfano megtáltosodott. A négy évvel későbbi rangadón mesterhármast rúgott a Barcelonának. Megszületett a legenda. Játékostársa, Miguel Muñoz így jellemezte: 
Di Stéfanóban az a legnagyszerűbb, hogy ha ő ott van a csapatodban, akkor minden poszton két játékosod van.

## Díjai

### Klubcsapatban
- River Plate
  - Argentin bajnok: 2 (1945, 1947)
- Millonarios
  - Copa Bodas de Oro del Real Madrid: 1 (1952)
  - Kolumbiai bajnok: 4 (1949, 1951, 1952, 1953)
  - Kolumbiai Kupa-győztes: 1 (1953)
- Real Madrid
  - Spanyol bajnok: 8 (1954, 1955, 1957, 1958, 1961, 1962, 1963, 1964)
  - Copa del Rey-győztes: 1 (1962)
  - BEK-győztes: 5 (1956, 1957, 1958, 1959, 1960)
  - Interkontinentális kupagyőztes: 1 (1960)
  - Pequeña Copa del Mundo de Clubes: 2 (1953, 1956 )
  - Latin Kupa-győztes: 2 (1955, 1957)
  - 1126 mérkőzésen 818 gólt szerzett

### Válogatottal
- Argentína
  - Copa América-győztes: 1 (1947)

### Egyéni díjak
- Argentin gólkirály: 1 (1947)
- Kolumbiai gólkirály: 2 (1951, 1952)
- Spanyol gólkirály: 5 (1954, 1956, 1957, 1958, 1959)
- Pichichi-díjas: 5 (1954, 1956, 1957, 1958, 1959)
- Aranylabdás: 1957, 1959
- Super Ballon d'Or díjas: 1 (1989)
- Az év labdarúgója: 3 (1956, 1957, 1959)
- FIFA 100 (2004)
- Az UEFA elnökének díja: (2007)

## Bibliográfia
- Önéletrajz: Di Stefano, Alfredo. Gracias, Vieja: Las Memorias del Mayor Mito del Futbol. Madrid: Aguilar (2000). ISBN 84-03-09200-8